# Fairfield (Connecticut)
Fairfield é uma cidade no Condado de Fairfield, Connecticut, Estados Unidos. Faz fronteira com a cidade de Bridgeport e as cidades de Trumbull, Easton, Weston e Westport ao longo da Gold Coast de Connecticut. Em 2020, a cidade tinha uma população de 61.512. A cidade faz parte da Região de Planejamento da Grande Bridgeport.

## História

### Era colonial
Em 1635, puritanos e congregacionais na colônia da baía de Massachusetts, estavam insatisfeitos com o ritmo da reforma anglicana e buscavam estabelecer uma sociedade eclesiástica sujeita a suas próprias regras e regulamentos. O Tribunal Geral de Massachusetts concedeu-lhes permissão para se estabelecerem nas cidades de Windsor, Wethersfield e Hartford, que é uma área agora conhecida como Connecticut.
Em 14 de janeiro de 1639, um conjunto de regulamentos legais e administrativos Ordens Fundamentais foi adotado e estabeleceu Connecticut como uma entidade autogovernada. Em 1639, esses colonos começaram novas cidades nas áreas circundantes. Roger Ludlowe, autor das Ordens Fundamentais, comprou o terreno chamado Unquowa (atualmente chamado Fairfield) e estabeleceu o nome. O nome "Fairfield" é louvável.
De acordo com o historiador John M. Taylor:

No início de 1639, o Tribunal Geral concedeu uma comissão a Ludlowe para iniciar uma plantação em Pequannock. Ele estava nessa missão, com alguns outros de Windsor, depois acompanhados por imigrantes de Watertown e Concord. Ele roubou um grande pedaço de terra do Pequannocke sachems – depois muito ampliado por outras compras para o oeste – e recordando a atraente região além (Unquowa), que ele havia visto pessoalmente na segunda expedição Pequot, ele também "pousou" lá, tendo comprado o território abraçado na atual cidade de Fairfield, à qual ele deu seu nome.

### Cidades criadas a partir de Fairfield
Fairfield foi um dos dois principais assentamentos da Colônia de Connecticut no sudoeste de Connecticut (o outro era Stratford). A linha da cidade com Stratford foi estabelecida em maio de 1661 por John Banks, um dos primeiros colonos de Fairfield, Richard Olmstead e o tenente Joseph Judson, que foram nomeados como um comitê pela Colônia de Connecticut. A linha da cidade com Norwalk não foi definida até maio de 1685.
Com o tempo, deu origem a vários novos povoados que se desmembraram e se incorporaram separadamente. A seguir está uma lista de cidades criadas a partir de partes de Fairfield.
- Redding em 1767
- Weston em 1787
- Easton, criado a partir de Weston em 1845
- Bridgeport em 1821 (também em parte de Stratford ) e novamente em 1870 quando a seção Black Rock deixou Fairfield
- Westport em 1835 (em parte de Weston e Norwalk )

### Guerra revolucionária
Quando a Guerra Revolucionária Americana começou na década de 1770, os Fairfielders foram pegos na crise tanto quanto, se não mais do que, o resto de seus vizinhos em Connecticut. Em uma seção predominantemente conservadora da colônia, o povo de Fairfield foi o primeiro a apoiar a causa da independência. Ao longo da guerra, uma batalha constante estava sendo travada em Long Island Sound, enquanto legalistas de Long Island controlada pelos britânicos invadiam a costa em baleeiras e corsários. Gold Selleck Silliman, cuja casa ainda fica na Jennings Road, foi encarregado das defesas costeiras.
Na primavera de 1779, Silliman foi sequestrado de sua casa por invasores legalistas em preparação para um ataque britânico no condado de Fairfield. Sua esposa, Mary Silliman, assistiu de sua casa quando, na manhã de 7 de julho de 1779, aproximadamente 2.000 soldados britânicos desembarcaram em Fairfield Beach perto de Pine Creek Point e invadiram a cidade; a força começou a queimar Fairfield devido ao apoio da cidade à causa Patriot. Uma década depois, o presidente George Washington observou que, depois de viajar por Fairfield, "as evidências destrutivas da crueldade britânica ainda são visíveis tanto em Norwalk quanto em Fairfield; já que ainda existem chaminés de muitas casas queimadas".

### Século XX
A Primeira Guerra Mundial tirou Fairfield de seu passado agrário ao desencadear um boom econômico sem precedentes em Bridgeport, que era o centro de uma grande indústria de munições na época. A prosperidade acompanhou uma escassez temporária de moradias na cidade, e muitos dos trabalhadores procuraram Fairfield para construir suas casas. O bonde e mais tarde o automóvel tornaram o campo acessível a esses membros recém-ricos da classe média, que trouxeram consigo novos hábitos, novas atitudes e novos modos de vestir. A prosperidade durou ao longo dos anos vinte.
Na época do Queda de Wall Street em 1929, a população havia aumentado para 17.000 dos 6.000 que havia antes da guerra. Mesmo durante a Depressão, a cidade continuou se expandindo.
O encalhe de uma barcaça com dois tripulantes em Penfield Reef em Fairfield durante um vendaval levou ao primeiro resgate de helicóptero civil da história, em 29 de novembro de 1945. O helicóptero voou da fábrica próxima da Sikorsky Aircraft em Bridgeport, Connecticut.
Fairfield tornou-se o lar da sede corporativa da General Electric (GE), uma das maiores empresas do mundo. Em 8 de maio de 2017, a GE mudou-se para Boston, Massachusetts.
A abertura da Connecticut Turnpike na década de 1950 trouxe outra onda de desenvolvimento para Fairfield e, na década de 1960, o caráter residencial e suburbano da cidade estava firmemente estabelecido.

## Geografia
A cidade fica na costa de Long Island Sound. De acordo com o United States Census Bureau, a cidade tem uma área total de 81 km2 (31.3 sq mi), dos quais 78 km2 (30.0 sq mi) é terra e 3,4 km2, ou 4,15%, é água. O rio Mill, cujas águas alimentam o lago Mohegan, atravessa a cidade.

### Bairros

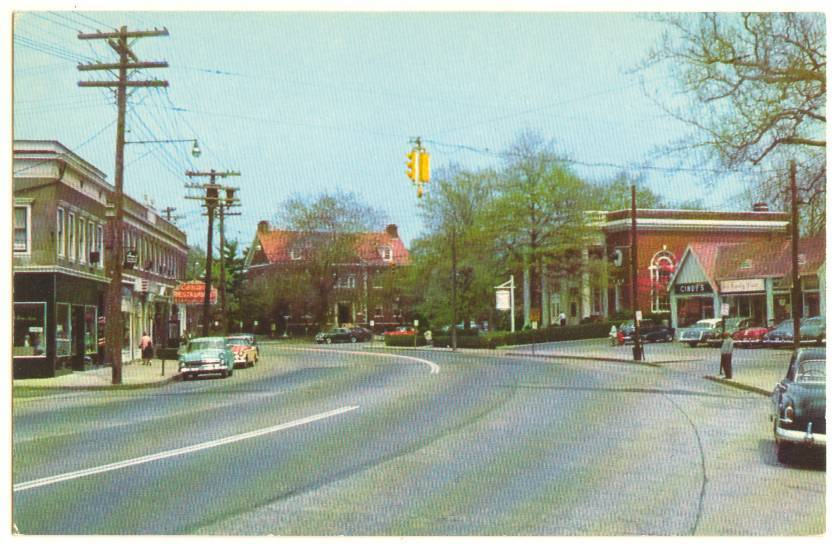
Fairfield Center em um cartão postal de 1956

Fairfield consiste em muitos bairros. Os mais conhecidos são os ricos Southport, onde o CEO da General Electric, Jack Welch, viveu por muitos anos, e Greenfield Hill, com suas grandes áreas verdes, famosos cornisos e verde pitoresco com sua igreja congregacional de pináculo branco. Outros bairros incluem Stratfield, Tunxis Hill, a área da Universidade, Grasmere, Mill Plain, Knapp's Village, Melville Village, Holland Hill, Murray e a área de Fairfield Beach, que recentemente passou por um renascimento com a construção de muitas novas casas por residentes que desejam para morar perto da praia e do centro da cidade. Isso resultou em um aumento constante dos preços dos imóveis.  Dois distritos comerciais na cidade incluem a Post Road ( US 1 ) e a Black Rock Turnpike.
- Fairfield Center /Centro de Fairfield
- Praia de Fairfield
- Fairfield Woods
- Grasmere
- Greenfield Colina
- Colinas do lago
- Planície do Moinho
- Murray
- Morro e Praia do Sasco
- Southport
- Vila Stratfield
- Colina de Tunxis

## Dados demográficos
Segundo o censo de 2010, havia 59.404 pessoas na cidade, organizadas em 20.457 domicílios e 14.846 famílias. A densidade populacional era 1,927 sq mi (4,990 km2). Havia 21.648 unidades habitacionais com uma densidade média de 703/sq mi (271/km2). A composição racial da cidade era 91,6% branca, 3,7% asiática, 1,8% afro-americana, 0,06% nativa americana, 0,01% das ilhas do Pacífico, 1,2% de outras raças e 1,6% de duas ou mais raças. 5,0% da população era hispânica ou latina de qualquer raça.
Havia 20.457 domicílios, dos quais 38,3% tinham filhos menores de 18 anos morando com eles, 60,6% eram casados vivendo juntos, 9,1% tinham uma chefe de família sem marido presente e 27,4% não eram famílias. Do total de domicílios, 22,3% eram pessoas físicas e 15,1% tinham alguém morando sozinho com 65 anos ou mais. O tamanho médio da família foi de 2,69 e o tamanho médio da família foi de 3,19.
No município, a população era pulverizada, sendo 25,4% menores de 18 anos, 11,1% de 18 a 24 anos, 21,1% de 25 a 44 anos, 27,4% de 45 a 64 anos e 15,1% de 65 anos ou mais. mais velho. A idade média foi de 40 anos. Para cada 100 mulheres, havia 90,5 homens. Para cada 100 mulheres com 18 anos ou mais, havia 85,6 homens.
A renda familiar mediana (em dólares de 2013) foi de $ 117.705 (esses números subiram para $ 103.352 e $ 121.749, respectivamente, a partir de uma estimativa de 2007). Os homens tiveram uma renda média de $ 69.525 contra $ 44.837 para as mulheres. A renda per capita da cidade era de $ 55.733. 2,9% da população e 1,8% das famílias estavam abaixo da linha da pobreza. Da população total, 2,8% dos menores de 18 anos e 3,6% dos maiores de 65 anos viviam abaixo da linha da pobreza.
| Registo eleitoral a partir de 1 de julho de 2021 | Registo eleitoral a partir de 1 de julho de 2021 | Registo eleitoral a partir de 1 de julho de 2021 | Registo eleitoral a partir de 1 de julho de 2021 |
| Festa                                            | Festa                                            | Eleitores registrados                            | Percentagem                                      |
| ------------------------------------------------ | ------------------------------------------------ | ------------------------------------------------ | ------------------------------------------------ |
| Republicano                                      | 10 026                                           | 24,4%                                            |                                                  |
| Democrático                                      | 13 995                                           | 34,1%                                            |                                                  |
| Não afiliado                                     | 16 374                                           | 39,9%                                            |                                                  |
| Partes menores                                   | 687                                              | 1,7%                                             |                                                  |
| Total                                            | Total                                            | 41 082                                           | 100%                                             |

## Economia
Em maio de 2012, a o Serviço de Investidores da Moody revisou a dívida de obrigação geral de US$ 192 milhões da Town of Fairfield de negativa para estável. Em junho de 2012, a Moody's concedeu à Fairfield uma classificação de títulos AAA.

## Pontos de interesse

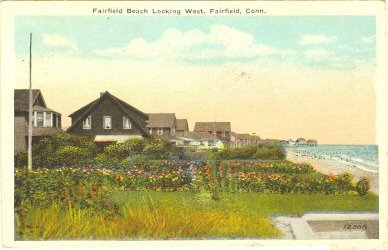
Fairfield Beach, em um cartão postal de 1921

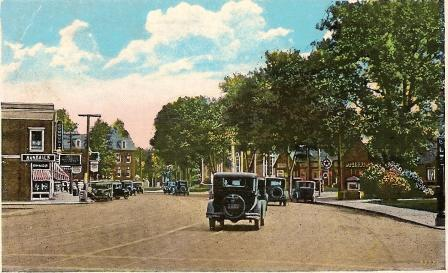
Post Road, em Fairfield Center, em foto de 1934

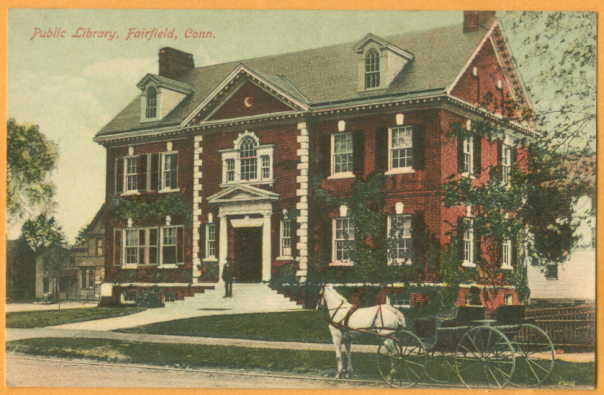
Cartão postal de 1910 mostrando a Biblioteca de Fairfield

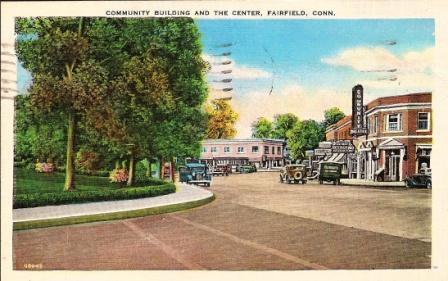
O Fairfield Community Theatre, mostrado neste cartão postal de 1938, era administrado pela Fairfield Community Theatre Foundation.

### Sítios históricos
- Museu e Santuário de Birdcraft da Connecticut Audubon Society - 314 Unquowa Road (adicionado em 1982)
- Bronson Windmill – 3015 Bronson Road (adicionado em 1971)
- David Ogden House – 1520 Bronson Road (adicionado em 1979)
- Fairfield Historic District – Old Post Road de Post Road para Turney Road (adicionado em 1971). Este é o centro da cidade velha de Fairfield, aproximadamente ao longo da Old Post Road entre a US Route 1 e a Turney Road. A área contém a prefeitura de Fairfield, a biblioteca pública e casas que datam do final do século XVIII.
- Fairfield Railroad Stations – Carter Henry Drive (adicionado em 1989)
- Distrito histórico de Greenfield Hill – Cercado por Meeting House Lane, Hillside Road, Verna Hill Road e Bronson Road (adicionado em 1971)
- John Osborne House – 909 King's Highway West (adicionado em 1987)
- Jonathan Sturges House – 449 Mill Plain Road (adicionado em 1984)
- Pine Creek Park Bridge – ao norte da Old Dam Road, sobre Pine Circle (adicionado em 1992)
- Distrito Histórico de Southport – Cercado por Southport Harbor, trilhos de trem, Old South Road e Rose Hill Road (adicionado em 1971)
- Southport Railroad Stations - 96 Station St. e 100 Centre St. (adicionado em 1989)

### Parques e recreação

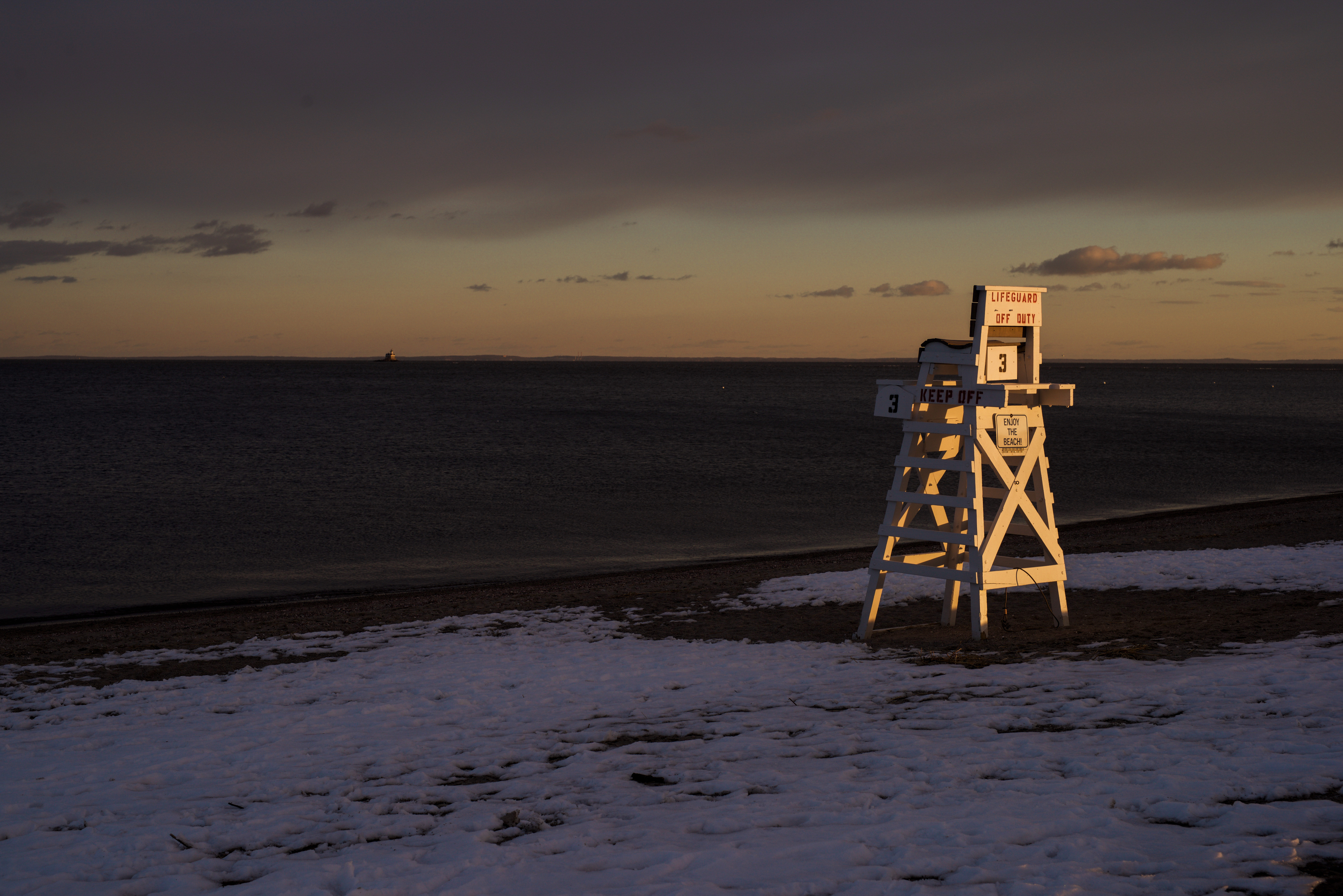
praia de penfield

Os residentes de Fairfield desfrutam de uma grande variedade de oportunidades recreativas, muitas das quais decorrem da invejável localização de Fairfield em Long Island Sound.
- A 8.0 km (5 mi) da costa de Long Island Sound incluem cinco praias urbanas que contam com salva-vidas durante o verão e quilômetros de praias particulares abertas ao público abaixo da marca da maré alta.
- South Benson Marina é uma instalação de propriedade da cidade que oferece 600 vagas para barcos que os residentes podem alugar no verão.[7]
- O Lago Mohegan, que inclui cachoeiras chamadas The Cascades, é um destino popular para caminhadas, assim como a Fairfield Audubon Society[13] e o Bird Sanctuary.
- Ye Yacht Yard, uma instalação de propriedade da cidade em Southport Harbor, fornece serviços de lançamento de barcos para residentes e acesso a ancoradouros em Southport Harbor. Ye Yacht Yard também é a localização da Community Sailing of Fairfield, cujos membros compartilham o uso de dois veleiros de 18 pés.
- O "SportsPlex" está localizado no centro de Fairfield e oferece atividades esportivas como patinação no gelo, escalada indoor, futebol de salão e ginástica.

### Outros pontos de interesse
- Connecticut Audubon Society Center em Fairfield (separado do Birdcraft Museum and Sanctuary) – 9.7 km (6 mi) de trilhas ecológicas em um santuário de vida selvagem de 0.65 km2 (160 acres) com um centro natural
- Museu Fairfield e Centro Histórico – exposições sobre a história local, arte e artes decorativas e uma biblioteca sobre a história local
- Galeria de Arte Contemporânea da Universidade do Sagrado Coração – realiza cinco exposições por ano
- Regina A. Quick Center for the Arts na Fairfield University

## Governo

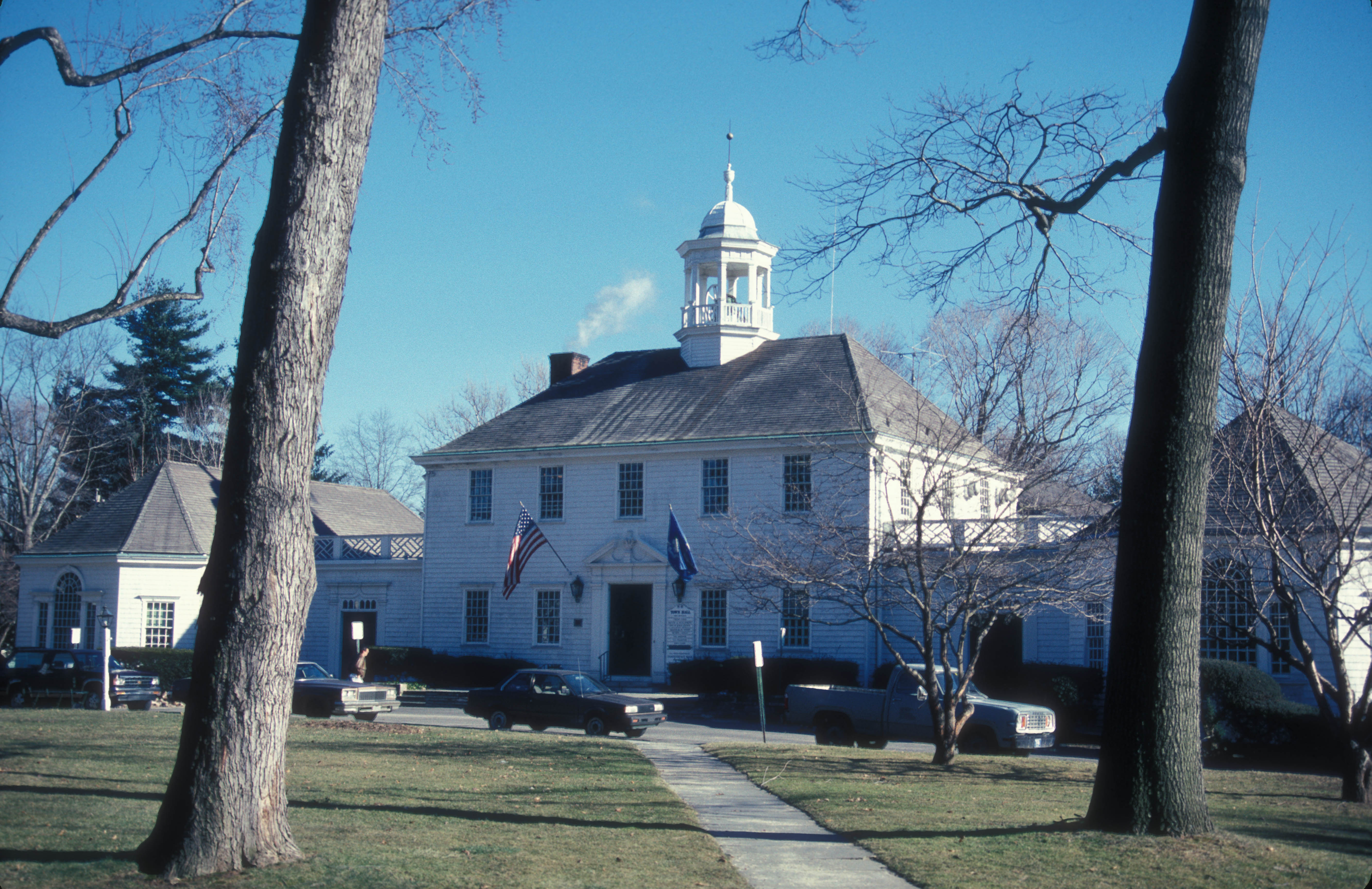
Prefeitura de Fairfield

O governo da cidade é composto por três membros do Conselho de Selectmen, uma Reunião Representativa da Cidade (RTM), um Conselho de Finanças, um Conselho de Educação, uma Comissão de Planejamento e Zoneamento da Cidade (TPZ) e muitas outras comissões, conselhos, e comissões. O atual Primeiro Selectman é Brenda Kupchick ( R ).
A cidade não tem sistema de tribunais criminais ou civis e todos os julgamentos são realizados e conduzidos pelo sistema de Tribunal Superior de Bridgeport. No entanto, a cidade também oferece acesso a um Juvenile Review Board (JRB) para certos casos juvenis descritos pelo Departamento de Polícia de Fairfield.
Na Assembleia Geral de Connecticut, Fairfield é representado por um republicano, Sen. Tony Hwang, e três democratas, Rep. Cristin McCarthy Vahey, representante Jennifer Leeper, e Rep. Sara Keitt.

## Serviços de emergência

### Departamento de Polícia
O Departamento de Polícia de Fairfield foi criado em 1926, aproximadamente 287 anos após a fundação da cidade.

### Corpo de Bombeiros
A cidade de Fairfield é protegida pelos 95 bombeiros de carreira do Corpo de Bombeiros de Fairfield (FFD) e bombeiros voluntários do Corpo de Bombeiros Voluntários de Southport e do Corpo de Bombeiros Voluntários de Stratfield. A carreira O Corpo de Bombeiros de Fairfield opera cinco quartéis de bombeiros, localizados em toda a cidade, e usa uma frota de aparelhos de incêndio de cinco empresas de motores, uma empresa de escadas, uma empresa de resgate, três barcos de bombeiros e 1 Unidade de Comandante de Turno, bem como muitos apoios especiais, e unidades de reserva. O Corpo de Bombeiros Voluntários de Southport atende a comunidade desde 1895. O Corpo de Bombeiros Voluntários de Stratfield tem várias estações e atende a comunidade desde 1920.

## Educação

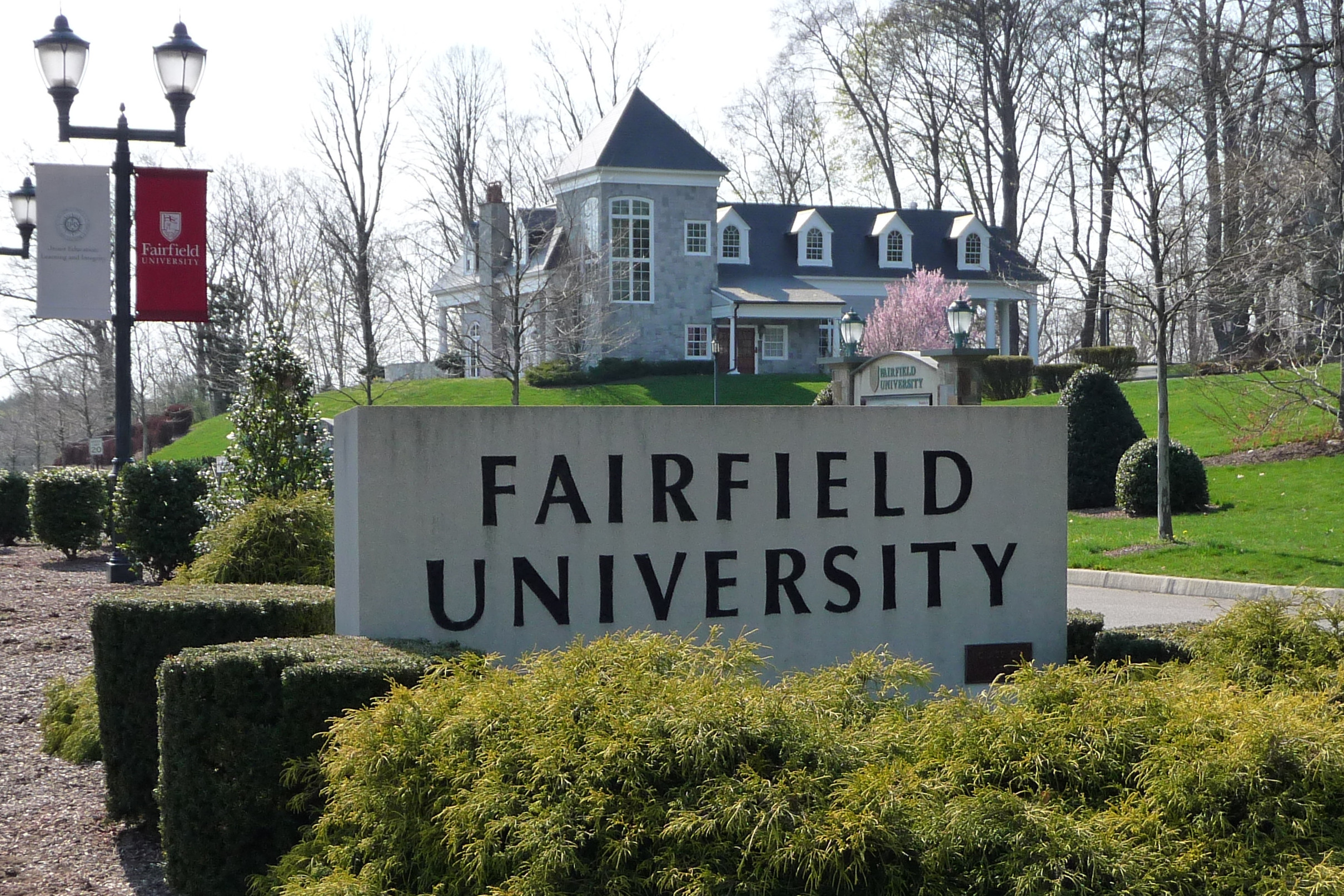
Entrada principal da Fairfield University

Fairfield tem duas escolas secundárias públicas, Fairfield Warde e Fairfield Ludlowe ; três escolas secundárias públicas, Roger Ludlowe, Tomlinson e Fairfield Woods Middle School; e onze escolas públicas de ensino fundamental.
Fairfield tem várias escolas católicas, incluindo duas escolas secundárias, Fairfield Prep e Notre Dame, e duas escolas primárias, St. Thomas Aquinas e Our Lady of the Assumption. Uma terceira escola primária católica, Sagrada Família, foi fechada pela Diocese de Bridgeport no final do ano acadêmico de 2009-2010.
As escolas particulares não religiosas incluem a Fairfield Country Day School e a Unquowa School.
Fairfield is also home to two post-secondary institutions, Fairfield University and Sacred Heart University.

## Meios de comunicação
- Notícias on-line de Fairfield[21]
- Connecticut Post (com sede na vizinha Bridgeport )
- Fairfield Minuteman
- Fairfield Citizen-News[22]
- Fairfield Sun[23]
- Hamlet Hub Fairfield[24]
- Fairfield Magazine[25]
- Condado de Fairfield católico
- WVOF

## Transporte

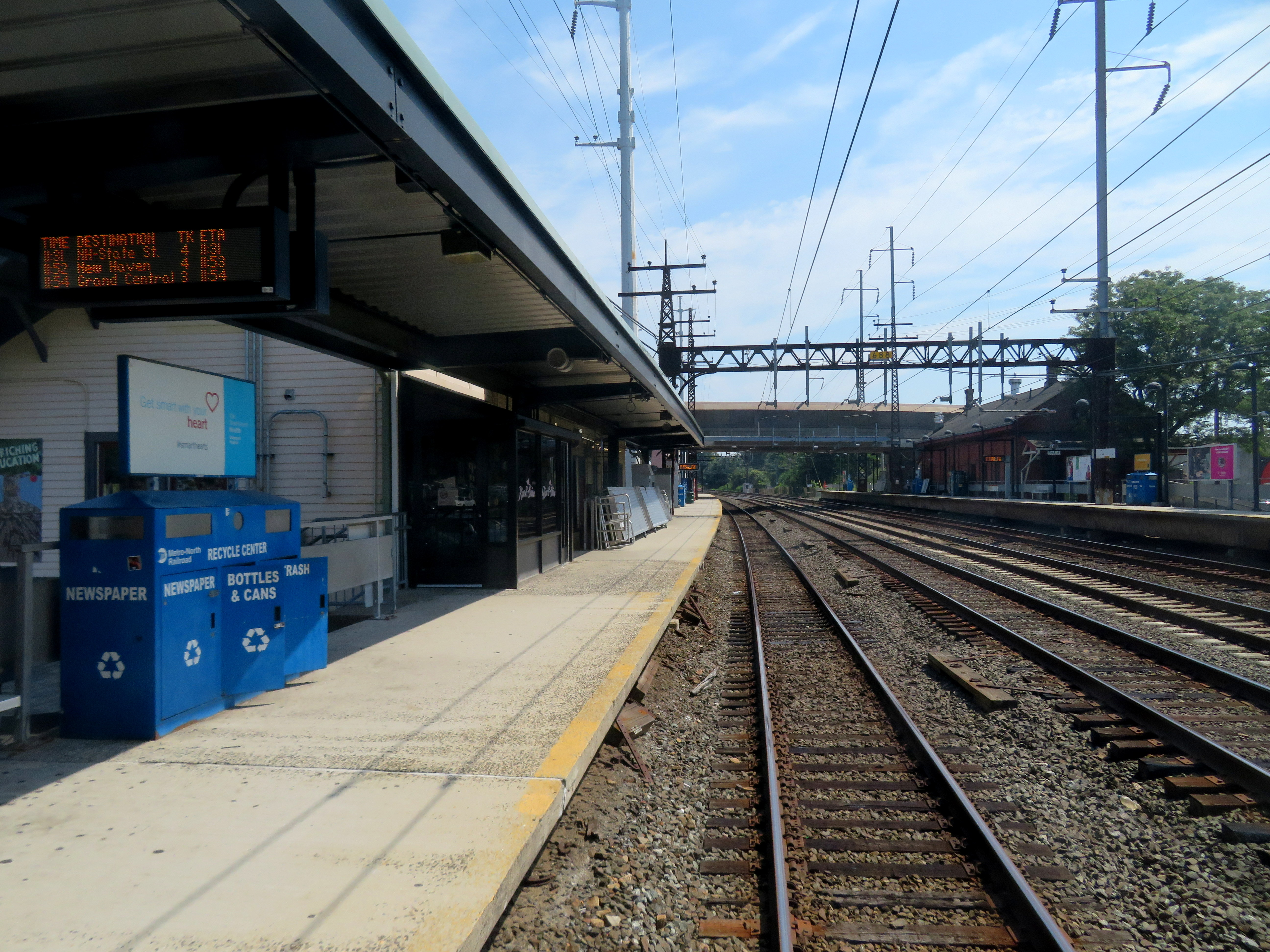
A plataforma da estação Fairfield Metro-North, trilhos e viaduto

Fairfield é atravessada pela US 1, Interstate 95 e Merritt Parkway. Tem três estações Metro-North Railroad, Fairfield Metro, Fairfield e Southport. A cidade é servida por várias linhas de ônibus públicos da Greater Bridgeport Transit Authority.

## Lugares de culto
- Igreja de Santo Antônio de Pádua[26]
- Igreja dos Apóstolos[27] – Anglicana
- Igreja Batista da Trindade[28]
- Igreja Congregacional Greenfield Hill[29] – Igreja Congregacional
- Primeira Igreja Congregacional[30] – UCC
- Igreja Congregacional de Southport[31]
- Igreja de São Paulo[32] – Igreja Episcopal (Estados Unidos)
- Igreja Episcopal de São Timóteo[33] – Igreja Episcopal (Estados Unidos)
- Trinity Episcopal Church[34] – Igreja Episcopal (Estados Unidos)
- Igreja Metodista Unida Fairfield Grace[35] – Igreja Metodista Unida
- Igreja Congrecional Black Rock[36] – evangélica não denominacional
- Salão do Reino das Testemunhas de Jeová
- Igreja Luterana do Nosso Salvador[37] – Igreja Luterana (ELCA)
- Primeira Igreja Presbiteriana de Fairfield[38] – Igreja Presbiteriana
- Igreja Católica Romana Santa Cruz
- Nossa Senhora da Assunção[39]
- Igreja de São Pio X[40]
- Igreja Católica Romana de São Tomás
- Chabad de Fairfield[41]
- Congregação Beth El[42]